# Tychy Falcons 2019
Questa voce raccoglie le informazioni riguardanti i Tychy Falcons nelle competizioni ufficiali della stagione 2019.

## Roster
| Roster dei Tychy Falcons (2019) |
| --- |
| Quarterback - Dominik Niedziela - Keith Ray Running Back - Sebastian Krawczyk - Piotr Jarząbek - Kamil Knapik - Adrian Binek - 19 Artur Pitura - 33 Jacek Wróblewski Wide Receiver - Szymon Dwornik - Konrad Kondraciuk - Marcin Pieczka - Damian Woźniak - Jakub Osyra - Łukasz Dudzik - Mateusz Słowiński - Artem Voitovych - Grzegorz Kozub - 11 Zbigniew Szrejber - 45 Tomasz Nowak - 83 Michał Kapuścik - 86 Grzegorz Dominik Tight End - 84 Paweł Herman Offensive Linemen - Bartosz Walczak - Marek Białas - Patryk Bińkowski - Karol Rzepa - Szymon Kaczmarczyk - Michał Faber - Kamil Opałka - Bartosz Bednarczyk - 50 Maciej Wróbel - 58 Bartosz Kosiorowski - 68 Sylwester Zborek - 79 Jakub Spyra Defensive Linemen - Krystian Kowalczyk - Krzysztof Szymański - 51 Dominik Sikora - 91 Radosław Baron - 92 Mateusz Turalski - 93 Michał Bury - 95 Robert Sikorski - 96 Dawid Majewski - 99 Jacek Sikora Linebacker - Bartosz Więckiewicz - Germain Pelie - Sławomir Wojtynek OLB - Michał Bronaszewski MLB - Marcin Kobiela - Mateusz Jasiński - 40 Arkadiusz Kanicki - 41 Kacper Kosiorowski - 54 Patryk Myalski - 90 Krzysztof Richter - 98 Kacper Pustołka Defensive Back - Marek Syposz - Axel Asulian - Tomasz Bandzerewicz - Aleksander Kudyba - Wawrzyniec Piecha - Filip Durlik - Mariusz Krawczyk - Sebastian Czyż - Laparish Lewis - Przemysław Rodzik - Łukasz Dobosz - Artur Bronaszewski - 1 Patryk Kania - 2 Tobiasz Witalis - 3 Kacper Kurcius - 7 Tomasz Kamiński - 17 Tomasz Tyczyński - 20 Jacek Kozub - 26 Przemysław Kapcia - 27 Tomasz Urban - 47 Olaf Sygiet Special Team Coaching staff Michał Kołek (HC) |

## Prima squadra

### Liga Futbolu Amerykańskiego 1 2019

#### Stagione regolare
| Tychy 23 marzo 2019, ore 15:30 | Tychy Falcons | 31 – 13 (7-0 14-0 0-7 10-6) referto | Warsaw Mets | Stadion Miejski\| Arbitro: \| Walentynowicz \| |
| Arbitro:                       | Walentynowicz |                                     |             |                                                |

| Gdynia 31 marzo 2019, ore 12:00 | Seahawks Gdynia | 32 – 27 (12-7 14-0 0-13 6-7) referto | Tychy Falcons | Narodowy Stadion Rugby |

| Białystok 6 aprile 2019, ore 12:00 | Lowlanders Białystok | 13 – 39 (0-13 6-13 0-13 7-0) referto | Tychy Falcons | Stadion Miejski\| Arbitro: \| Jurzyk \| |
| Arbitro:                           | Jurzyk               |                                      |               |                                         |

| Tychy 14 aprile 2019, ore 13:00 | Tychy Falcons | 41 – 6 (7-0 14-0 14-0 6-6) referto | Wataha Zielona Góra | Stadion Miejski\| Arbitro: \| Rączkowski \| |
| Arbitro:                        | Rączkowski    |                                    |                     |                                             |

| Tychy 5 maggio 2019, ore 15:30 | Tychy Falcons | 40 – 13 (21-0 13-0 6-0 0-13) referto | Armia Poznań | Boisko boczne "Falcons Field" - Stadion Miejski Tychy\| Arbitro: \| Walentynowicz \| |
| Arbitro:                       | Walentynowicz |                                      |              |                                                                                      |

| Cracovia 18 maggio 2019 | Kraków Kings | 6 – 27 (0-0 0-7 0-7 6-13) referto | Tychy Falcons | WKS Wawel\| Arbitro: \| Rączkowski \| |
| Arbitro:                | Rączkowski   |                                   |               |                                       |

| Ruda Śląska 26 maggio 2019 | Tychy Falcons | 12 – 40 (0-7 6-20 0-13 6-0) referto | Panthers Wrocław | Burloch Arena\| Arbitro: \| Rączkowski \| |
| Arbitro:                   | Rączkowski    |                                     |                  |                                           |

| Bieruń 1º giugno 2019 | Tychy Falcons | 59 – 7 (14-7 28-0 7-0 8-0) referto | Towers Opole | Stadion KS Unia\| Arbitro: \| Ratajczak \| |
| Arbitro:              | Ratajczak     |                                    |              |                                            |

#### Playoff
| Ruda Śląska 9 giugno 2019, ore 16:00 | Tychy Falcons | 34 – 27 referto | Warsaw Mets | Burloch Arena |

| Białystok 15 giugno 2019, ore 12:00 | Lowlanders Białystok | 49 – 19 (7-0 20-13 9-6 13-0) referto | Tychy Falcons | Stadion Miejski |

### Statistiche di squadra
| Competizione      | %Vittorie | In casa | In casa | In casa | In casa | In casa | In casa | In trasferta | In trasferta | In trasferta | In trasferta | In trasferta | In trasferta | Totale | Totale | Totale | Totale | Totale | Totale |
| Competizione      | %Vittorie | G       | V       | N       | P       | Pf      | Ps      | G            | V            | N            | P            | Pf           | Ps           | G      | V      | N      | P      | Pf     | Ps     |
| ----------------- | --------- | ------- | ------- | ------- | ------- | ------- | ------- | ------------ | ------------ | ------------ | ------------ | ------------ | ------------ | ------ | ------ | ------ | ------ | ------ | ------ |
| Stagione regolare | .750      | 5       | 4       | 0       | 1       | 183     | 79      | 3            | 2            | 0            | 1            | 93           | 51           | 8      | 6      | 0      | 2      | 276    | 130    |
| Playoff           | .500      | 1       | 1       | 0       | 0       | 34      | 27      | 1            | 0            | 0            | 1            | 19           | 49           | 2      | 1      | 0      | 1      | 53     | 76     |
| Totale            | .700      | 6       | 5       | 0       | 1       | 217     | 106     | 4            | 2            | 0            | 2            | 112          | 100          | 10     | 7      | 0      | 3      | 329    | 206    |

## Seconda squadra

### Liga Futbolu Amerykańskiego 9 2019

#### Stagione regolare
| Tychy 24 agosto 2019 | Tychy Falcons B | 36 – 14 referto | Święci Częstochowa | Boisko boczne Stadionu Miejskiego w Tychach |

| 15 settembre 2019 | Bielawa Owls | 23 – 8 referto | Tychy Falcons B |  |

| 21 settembre 2019 | Tychy Falcons B | 14 – 28 referto | Renegades Świdnica |  |

| Cracovia 5 ottobre 2019 | Kraków Kings B | 20 – 42 referto | Tychy Falcons B | Stadion WKS Wawel |

### Statistiche di squadra
| Competizione      | %Vittorie | In casa | In casa | In casa | In casa | In casa | In casa | In trasferta | In trasferta | In trasferta | In trasferta | In trasferta | In trasferta | Totale | Totale | Totale | Totale | Totale | Totale |
| Competizione      | %Vittorie | G       | V       | N       | P       | Pf      | Ps      | G            | V            | N            | P            | Pf           | Ps           | G      | V      | N      | P      | Pf     | Ps     |
| ----------------- | --------- | ------- | ------- | ------- | ------- | ------- | ------- | ------------ | ------------ | ------------ | ------------ | ------------ | ------------ | ------ | ------ | ------ | ------ | ------ | ------ |
| Stagione regolare | .500      | 2       | 1       | 0       | 1       | 50      | 42      | 2            | 1            | 0            | 1            | 50           | 43           | 4      | 2      | 0      | 2      | 100    | 85     |
| Totale            | .500      | 2       | 1       | 0       | 1       | 50      | 42      | 2            | 1            | 0            | 1            | 50           | 43           | 4      | 2      | 0      | 2      | 100    | 85     |